# Neve Barbur
Neve Barbur (hebrejsky: נווה ברבור, doslova Labutí oáza) je čtvrť ve východní části Tel Avivu v Izraeli. Je součástí správního obvodu Rova 9 a samosprávné jednotky Rova Darom Mizrach.

## Geografie
Leží na východním okraji Tel Avivu, cca 4 kilometry od pobřeží Středozemního moře, v nadmořské výšce okolo 40 metrů. Na severu s ní sousedí čtvrť Jad Elijahu a Tel Chajim, na západě Neve Cahal, na jihu Neve Kfir a na východě Kfar Šalem.

## Popis čtvrti
Plocha čtvrti je vymezena na severu ulicí Derech ha-Hagana, na jihu ulicí Machal, na východě ulicí ha-Rav Alnekave a na západě třídou Derech Moše Dajan. Zástavba má charakter husté vícepodlažní bytové výstavby. V roce 2007 zde žilo 4403 obyvatel (údaj společný pro západní část čtvrtě Kfar Šalem a čtvrť Neve Barbur). 